# Anarbek Ormombekow
Anarbek Ormombekow, kirg. i ros. Анарбек Дарданович Ормомбеков (ur. 17 maja 1971 w Koczkorata, Kirgiska SRR) – kirgiski piłkarz, grający na pozycji pomocnika lub napastnika, trener piłkarski.

## Kariera piłkarska

### Kariera klubowa
Występował w klubach Manas-Ordo Talas i Dinamo-Manas-SKIF Biszkek.

## Kariera trenerska
Najpierw trenował juniorskie reprezentacje Kirgistanu U-16 i U-19. Od 2007 kierował nowo utworzonym klubem Kant-77, który składał się z reprezentantów U-19. W 2008 został zaproszony do sztabu szkoleniowego Dordoj-Dinamo Naryn.
23 października 2008 roku stał na czele narodowej reprezentacji Kirgistanu, z którą pracował do maja 2011.
W latach 2012–2014 prowadził młodzieżową reprezentację Kirgistanu.
Na początku 2014 objął stanowisko głównego trenera klubu Ala-Too Naryn.
W listopadzie 2015 roku został mianowany na stanowisko głównego trenera Dordoju Biszkek
. Ale w czerwcu 2016 roku został zwolniony z powodu słabych wyników klubu.